# Івановиці-Дворські
Івановиці-Дворські (пол. Iwanowice Dworskie) — село в Польщі, у гміні Івановиці Краківського повіту Малопольського воєводства.
У 1975-1998 роках село належало до Краківського воєводства.